# Sudanaspis vuilleti
Sudanaspis vuilleti är en insektsart som först beskrevs av Élie Marchal 1909.  Sudanaspis vuilleti ingår i släktet Sudanaspis och familjen pansarsköldlöss. Inga underarter finns listade i Catalogue of Life.